# Апайчев Олександр Валентинович
Олександр Валентинович Апайчев (нар. 6 травня 1961) — український легкоатлет та тренер, учасник Олімпійських ігор (1988), чемпіон СРСР, рекордсмен СРСР та України в десятиборстві. Учасник Олімпійських ігор (1988). Майстер спорту СРСР міжнародного класу. Заслужений тренер України. Заслужений працівник фізичної культури і спорту України. Кандидат наук з фізичного виховання і спорту. 
Одружений з відомою українською бігункою на середні дистанції, олімпійською чемпіонкою Тетяною Самоленко (Апайчевою).

## Спортивна кар'єра
Народився 6 травня 1961 в Кіров. У 1966 сім'я переїхала жити до Донецька, де і почав займатися легкою атлетикою. Пізніше перебрався до Броварів, де проживає й нині.
У різний час проходив підготовку під керівництвом тренерів Миколи Нестеренка, Імантса Паберзса, Євгенія Сапронова, Валерія Підлужного, Володимира Кацмана.
Упродовж 1979—1990 входив до складу збірної СРСР з легкої атлетики.
У 1980 став переможцем першості СРСР серед юніорів у десятиборстві в Каунасі. У 1982 переміг на III Молодіжних іграх СРСР у десятиборстві в Ленінграді з результатом 8114 очок. У 1983 став переможцем зимової молодіжної першості СРСР і посів друге місце на матчі збірних команд СРСР-НДР у семиборстві в Запоріжжі.
У 1984 на зимовому матчі збірних команд СРСР-НДР з багатоборства в Зенфтенберзі так само посів друге місце в семиборстві з результатом 6097 очок. Першого серйозного успіху в десятиборстві досяг того ж сезону, коли в межах матчевої зустрічі збірних команд СРСР-НДР у Нойбранденбурзі показав результат 8709 очок, встановивши тим самим рекорд СРСР. Цей результат до сих пір також залишається рекордом України. Його розглядали як кандидата на участь у літніх Олімпійських іграх у Лос-Анджелесі, проте СРСР разом з кількома іншими країнами східного блоку бойкотував ці змагання з політичних причин. Замість цього Олександр Апайчев стартував на альтернативному турнірі «Дружба-84», де невдало виступив у метанні диска і не вийшов на старт бігу на 1500 метрів , внаслідок чого з результатом 7698 очок став п'ятим. За підсумками сезону американський журнал «Track & Field News» поставив його на четверту сходинку в рейтингу найсильніших десятиборців планети — після Дейлі Томпсона, Юргена Гінгсена та Григорія Дегтярьова.
У 1985 на Кубку Європи з легкоатлетичних багатоборств у Крефельді став шостим в особистому заліку та допоміг своїм співвітчизникам виграти чоловічий командний залік.
У 1986 став срібним призером у семиборстві на зимовому чемпіонаті СРСР в Запоріжжі. Літнього сезону, показав четвертий результат на міжнародних змаганнях «Hypo-Meeting» в Австрії, завоював срібну медаль на Іграх доброї волі у Москві (тут також розігрувалась національна першість СРСР) та посів п'яте місце на чемпіонаті Європи в Штутгарті.
На чемпіонаті СРСР-1988 у Києві перевершив усіх суперників у десятиборстві та здобув «золото». Завдяки низці вдалих виступів виборов право захищати честь країни на Олімпійських іграх у Сеулі. Був у гарній формі та розглядався одним з фаворитів Ігор, однак через отриману напередодні травму стопи та занесену інфекцію змушений був зійти з дистанції вже у першій дисципліні змагань, бігу на 100 метрів.
У 1990 зробив спробу повернутися у великий спорт, але незабаром знову отримав травму і на цьому завершив спортивну кар'єру.

## Тренерська кар'єра
Згодом досяг успіхів на тренерській ниві. У різний час брав безпосередню участь у підготовці провідних атлетів України, які ставали переможцями і призерами Універсіад, чемпіонатів та Кубків Європи, світу та Олімпійських ігор. Це стрибуни у довжину: Віталій Кириленко та Вікторія Вершиніна; багатоборці: Олексій Касьянов і Лариса Тетерюк-Нечепорук; спринтери: Ірина Пуха та українські жіночі естафетні квартети 4×100 та 4×400 метрів.
У 2001—2005 працював тренером десятиборців у Катарі, зокрема займався підготовкою місцевого атлета Ахмада Гассана Мусси, який став чемпіоном Азії, бронзовим призером Азійських ігор, учасником Олімпійських ігор в Афінах і встановив національний рекорд у десятиборстві.
Із 2009 обіймав посаду головного тренера національної збірної України з легкої атлетики. Під його керівництвом збірна команда України увійшла до числа найсильніших команд Європи, вперше посівши третє місце на командному чемпіонаті Європи-2011 у Стокгольмі та третє загальнокомандне місце, за кількістю завойованих медалей, на чемпіонаті Європи-2012 у Гельсінкі, також було завойовано три бронзові медалі на Олімпійських іграх у Лондоні. Але в 2012 змушений був піти у відставку.
Станом на 2020 працював тренером-консультантом з багатоборства в Таїланді.